# Ислам в Косове

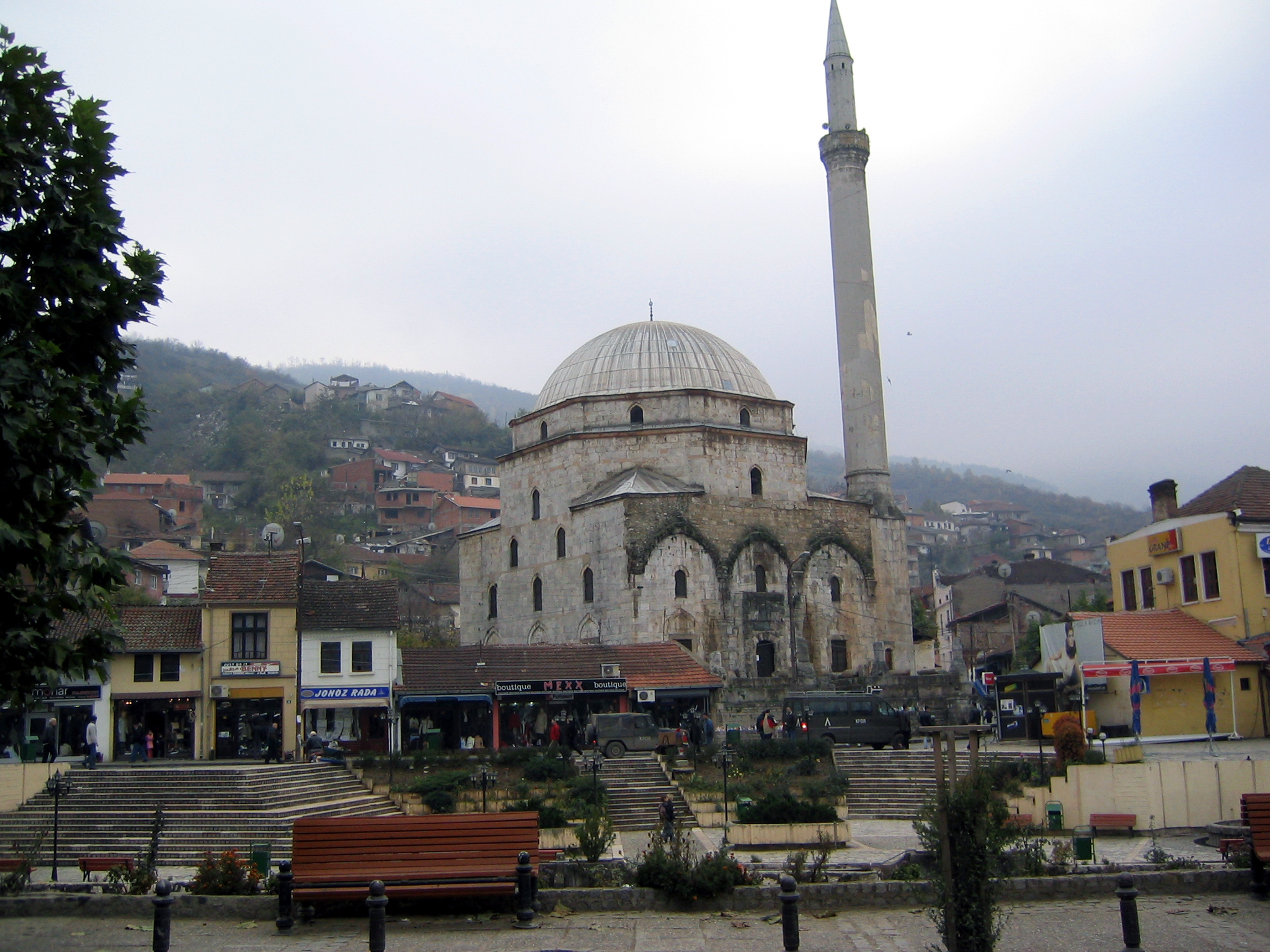
Мечеть в Призрене

Ислам — доминирующая религия в Косове. Традиционно ислама придерживаются албанцы (косовары), хотя и среди них есть последователи христианства, поэтому точное число мусульман в Косове не известно. По приблизительным данным доля мусульман в Косове около 90 %. Среди них есть также турки, цыгане и славяне (горанцы и босняки).

## История

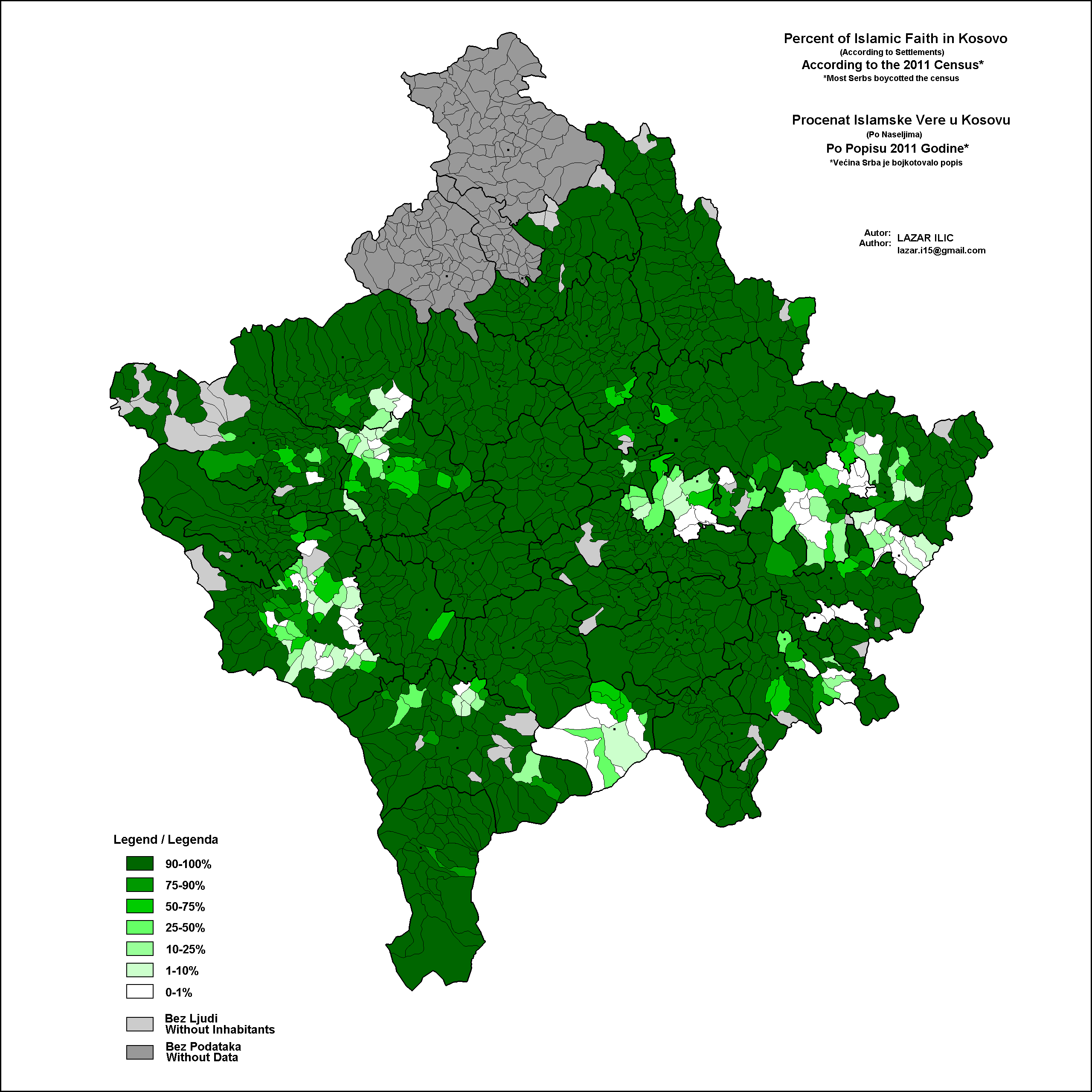
Концентрация мусульман в Косове. 2011 год, перепись

Первоначально в Косове, которое было частью средневековой Сербии, преобладало православие, но в связи с завоеванием этих земель Османской империей в XIV—XV веках и последующим вытеснением отсюда сербов и нарастающей исламизацией албанцев, соотношение религий стало меняться. В течение периода времени после Второй мировой войны, Косовом управляли светские социалистические власти в Социалистической Федеративной республике Югославии (СФРЮ). В течение того периода, косовары стали все более и более секуляризованными. С XX века в этом регионе уже преобладает ислам. События конца XX — начала XXI веков привели к ещё большему преобладанию ислама.